# Крумгорн
Крумгорн (нем. Krummhorn — «кривой рог») — деревянный духовой музыкальный инструмент, получивший своё название благодаря характерному изгибу.

## История

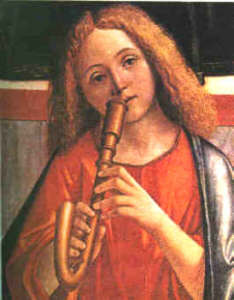
Витторе Карпаччо. Ангел, играющий на крумгорне. Фрагмент картины «Принесение во храм» (1510)

Крумгорн возник в XV веке, вероятно, не ранее 1450-х годов (хотя некоторые источники относят первые упоминания о нём к 1300 году). Наибольшую популярность он получил в XVI—XVII веках, особенно в Германии, Италии и Нидерландах. Из Нидерландов крумгорн попал в Испанию; был он известен и в Англии — так, в инвентарной описи имущества короля Генриха VIII, коллекционировавшего музыкальные инструменты, упоминается в числе прочего 11 (или 18) крумгорнов. На крумгорнах играли в основном профессиональные музыканты; встречались ансамбли, состоявшие исключительно из крумгорнов. Тем не менее произведений, написанных специально для крумгорна, крайне мало.
Деревянный ствол крумгорна с узким цилиндрическим каналом имеет в нижней части характерный изгиб, чью форму часто сравнивают с латинской буквой J. Как правило, он создавался уже после просверливания отверстия, путём нагревания дерева или воздействия на него паром. На прямом участке расположены игровые отверстия: 6-7 спереди и одно сзади. Звук извлекается с помощью двойной камышовой трости; при игре губы исполнителя непосредственно с тростью не контактируют, поскольку она помещена в специальную защитную капсулу с прорезью. Диапазон ненамного превышает октаву (чаще всего оставаясь в пределах ноны).
Существовало несколько разновидностей крумгорна: дискантовый, альтовый, басовый и др. От родственных ему бомбарды, шалмея и поммера его отличал менее резкий тембр. В Музыкальном словаре Римана говорится, что тон этого инструмента имел «меланхолический характер»; впоследствии по инструменту был назван подражавший его звуковой окраске регистр органа. Современные авторы сравнивают звучание крумгорна с казу.
Уже в XVII веке крумгорн постепенно утратил свою популярность и исчез из музыкальной практики. Однако в XX веке эти инструменты вновь стали изготавливаться, благодаря интересу со стороны исполнителей-аутентистов.

## Комментарии
1. ↑  В описи упоминаются 11 крумгорнов и 7 «crok horns»; если последние также считать крумгорнами, то всего 18[8].